# Tachineo clarkii
Tachineo clarkii là một loài ruồi trong họ Tachinidae.